# Scorpaena loppei
Scorpaena loppei, comúnmente conocido como pez escorpión enano, es una especie de pez perteneciente a la familia de los escorpénidos.

## Descripción
Mide 15 cm de longitud máxima.

## Alimentación
Come principalmente crustáceos. Es un pez marino, demersal y de clima subtropical que vive entre 50-200 m de profundidad.

## Distribución geográfica
Se encuentra en el Atlántico oriental: Marruecos, Mauritania, Portugal, la costa atlántica de España, Chipre y el Mediterráneo.

## Galería de imágenes

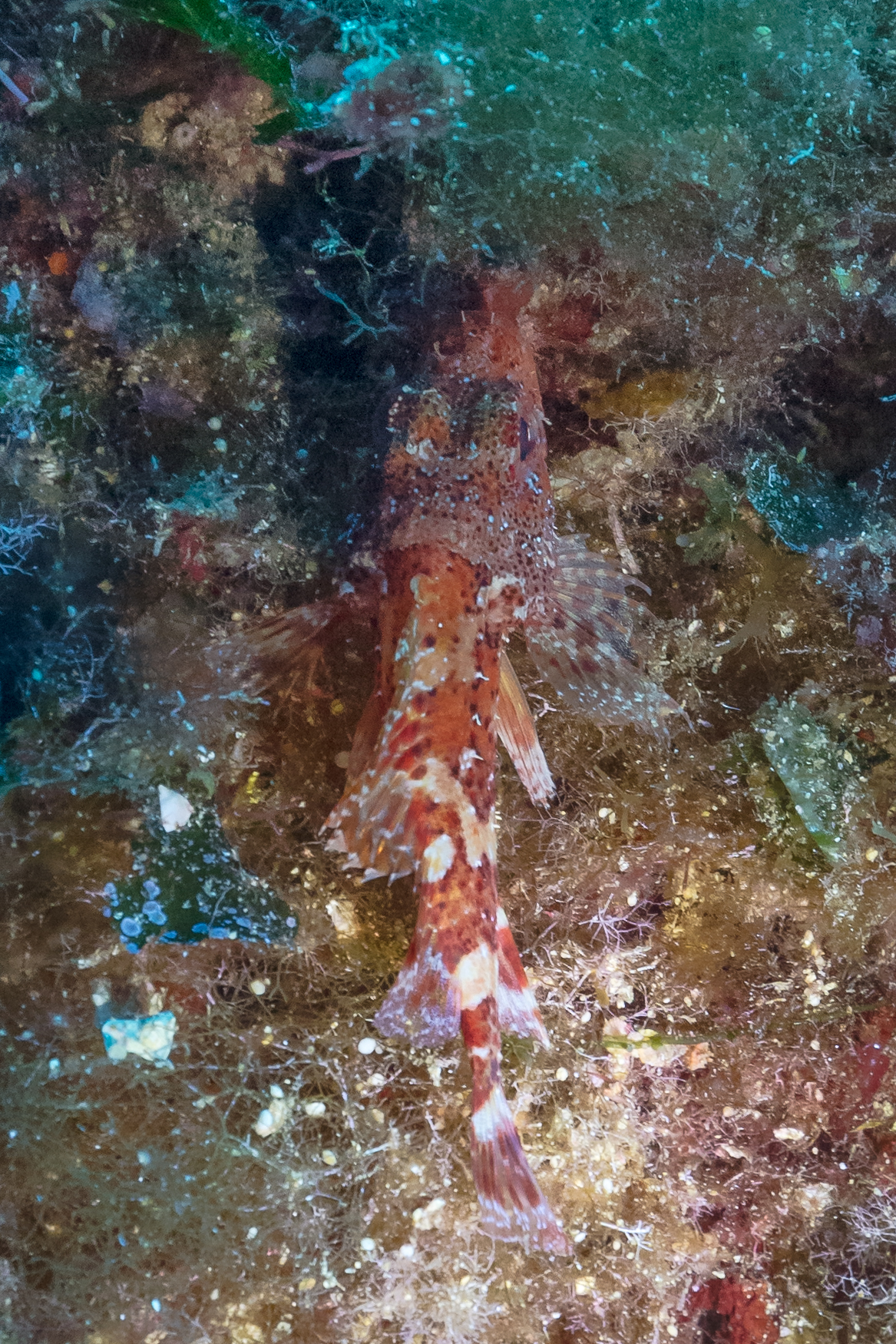
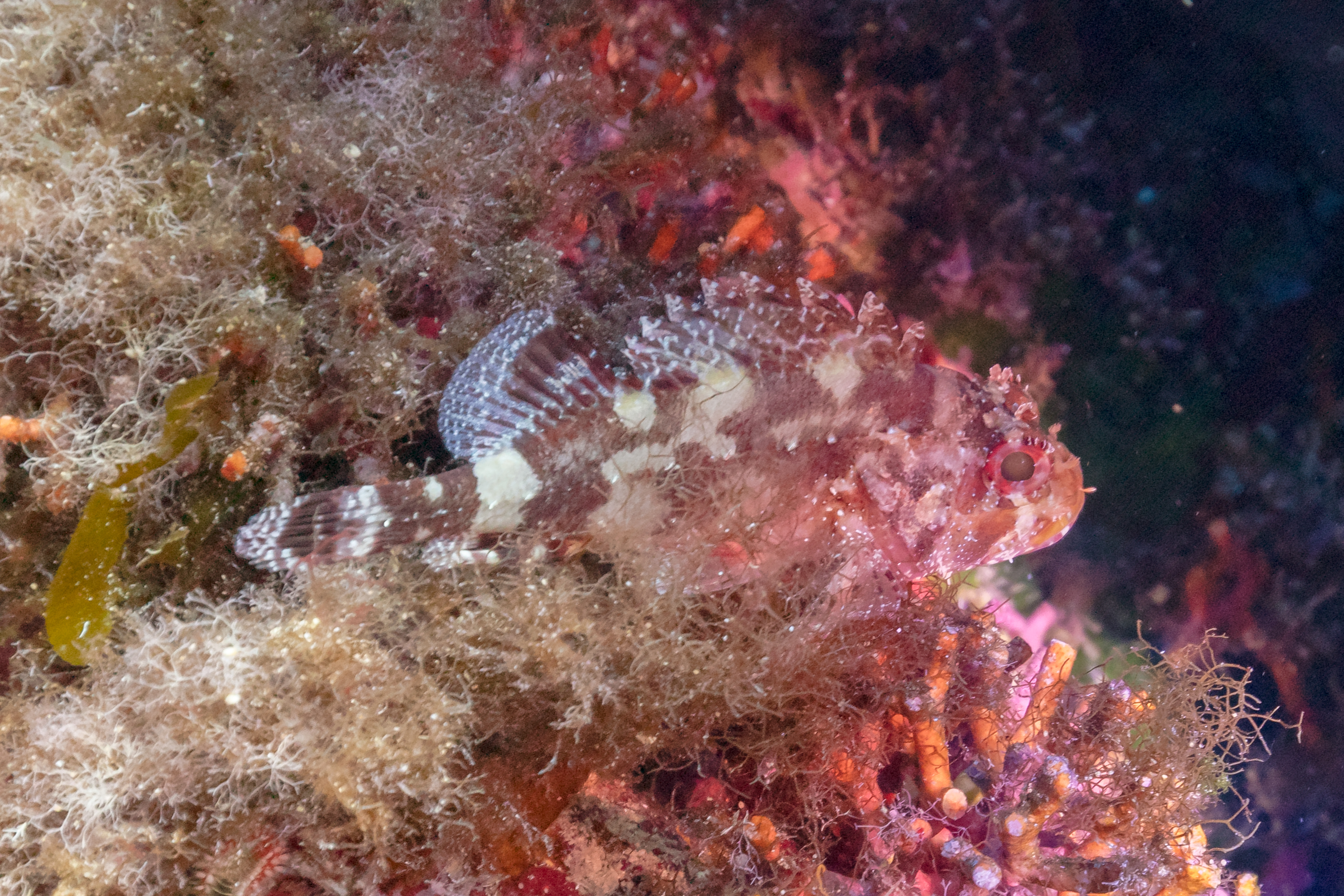
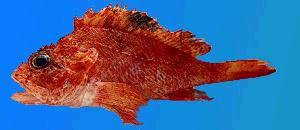

## Observaciones
Es inofensivo para los humanos.